# Полигалов Ігор Юрійович
Ігор Юрійович Полигалов (рос. Игорь Юрьевич Полыгалов; 21 жовтня 1986, м. Перм, СРСР) — російський хокеїст, нападник. Виступає за «Нафтохімік» (Нижньокамськ) у Континентальній хокейній лізі. 
Вихованець хокейної школи «Молот-Прикам'я» (Перм). Виступав за «Молот-Прикам'є-2» (Перм), «Молот-Прикам'я» (Перм), «Сєвєрсталь» (Череповець), «Спартак» (Москва).